# Суконная сотня
Суконная сотня (торговые люди суконной сотни, суконники) — сословие Русского государства. 
Суконная сотня появилась в конце XVI века. До этого гости, гостиная сотня и суконная сотня составляли единое сословие. 
Суконная сотня (как и все сословия Московского государства) делилась на людей лучших, середних и молодших (меньших).
В отличие от гостей, члены суконной сотни не имели права свободного выезда за границу и приобретения вотчин. Также члены суконной сотни по очереди и по выбору исполняли различные обязанности. Гости были освобождены от выборов, а назначались на должности по указам царя. 
Члены гостиных сотен могли беспошлинно приобретать съестных товаров по 60 руб на человека, имели право «безвыемочно» и «безъявочно» держать в доме питьё. Остальные права членов суконной сотни не ясны. Они могли совпадать с привилегиями гостиной сотни. Например, члены гостиной сотни освобождались от суда воевод и дьяков. Гости и члены гостиной сотни судились в определённом приказе — при Алексее Михайловиче в Приказе Большой казны. Освобождались от тягла, накладываемого на посадских людей и чёрные сотни. 
Гости, и члены гостиных и суконных сотен отличались «в чести». Гости получали высшие должности, а люди гостиной сотни были при них товарищами. Суконники назначались на ещё более низкую должность. Например, гость назначался таможенным головой, гостинник при нём старшим, а суконник — целовальником. 
Сотни образовывали самоуправляемые корпорации. Для управления избирались головы и старшины. 
Во время царствования Фёдора Ивановича в Москве было 250 членов суконной сотни, в 1649 году было 116 членов, позднее их численность выросла до 200 человек. При этом учитывались только главы семейств, а привилегии сословия распространялись на членов семей: братьев, племянников и даже на приказчиков.
Гостиная и суконная сотни пополнялись из посадских людей и чёрных сотен. Переход в новое сословие был возможен с согласия сотен.
В 1720 году Пётр I учредил Купеческий Магистрат, городские жители были разделены на три гильдии. Гости и суконная сотня были включены в купеческое сословие.

## Известные члены суконной сотни
Рязанцевы.